# Tohvri (Emmaste)
Tohvri est un ancien village de la commune de Emmaste du Comté de Hiiu en Estonie.
Au 31 décembre 2011, il n'a plus d'habitant.